# 1. Fußball-Club Köln 01/07 2006-2007
Questa voce raccoglie le informazioni riguardanti il 1. Fußball-Club Köln 01/07 nelle competizioni ufficiali della stagione 2006-2007.

## Stagione
Nella stagione 2006-2007 il Colonia, allenato da Christoph Daum, concluse il campionato di 2. Bundesliga al 9º posto. In Coppa di Germania il Colonia fu eliminato agli ottavi di finale dal Eintracht Francoforte.

## Rosa
| N. |                      | Ruolo | Calciatore       |
| -- | -------------------- | ----- | ---------------- |
| 2  | Germania (bandiera)  | D     | Carsten Cullmann |
| 3  | Norvegia (bandiera)  | D     | Marius Johnsen   |
| 4  | Camerun (bandiera)   | D     | Marvin Matip     |
| 5  | Turchia (bandiera)   | D     | Alpay Özalan     |
| 6  | Svizzera (bandiera)  | D     | Bernt Haas       |
| 7  | Finlandia (bandiera) | C     | Pekka Lagerblom  |
| 8  | Germania (bandiera)  | A     | Matthias Scherz  |
| 9  | Germania (bandiera)  | A     | Patrick Helmes   |
| 10 | Germania (bandiera)  | C     | Thomas Broich    |
| 11 | Danimarca (bandiera) | A     | Peter Madsen     |
| 15 | Svizzera (bandiera)  | C     | Ricardo Cabanas  |
| 16 | Brasile (bandiera)   | C     | André Oliveira   |
| 17 | Germania (bandiera)  | C     | Patrick Weiser   |

| N. |                               | Ruolo | Calciatore          |
| -- | ----------------------------- | ----- | ------------------- |
| 18 | Germania (bandiera)           | C     | Salvatore Gambino   |
| 19 | Brasile (bandiera)            | A     | Tiago               |
| 20 | Germania (bandiera)           | D     | Lukas Sinkiewicz    |
| 21 | Slovenia (bandiera)           | A     | Milivoje Novakovič  |
| 22 | Francia (bandiera)            | C     | Fabrice Ehret       |
| 24 | Turchia (bandiera)            | A     | Serhat Akın         |
| 25 | Germania (bandiera)           | D     | Kevin Schöneberg    |
| 26 | Macedonia del Nord (bandiera) | D     | Aleksandar Mitreski |
| 30 | Svizzera (bandiera)           | C     | Baykal Kulaksızoğlu |
| 31 | Germania (bandiera)           | P     | Benjamin Finke      |
| 33 | Germania (bandiera)           | P     | Stefan Wessels      |
| 36 | Marocco (bandiera)            | C     | Adil Chihi          |
| 41 | Germania (bandiera)           | P     | Thomas Kessler      |

## Organigramma societario
Area tecnica
- Allenatore: Christoph Daum
- Allenatore in seconda: Roland Koch
- Preparatore dei portieri: Holger Gehrke, Rolf Herings
- Preparatori atletici:

## Calciomercato

### Sessione estiva
| Acquisti | Acquisti            | Acquisti            | Acquisti |
| R.       | Nome                | da                  | Modalità |
| -------- | ------------------- | ------------------- | -------- |
| A        | Milivoje Novakovič  | Liteks Loveč        |          |
| C        | Thomas Broich       | Borussia M'gladbach |          |
| C        | Adil Chihi          | Colonia II          |          |
| C        | Fabrice Ehret       | Aarau               |          |
| C        | Salvatore Gambino   | Borussia Dortmund   |          |
| D        | Bernt Haas          | Bastia              |          |
| C        | Baykal Kulaksızoğlu | Basilea             |          |
| C        | Pekka Lagerblom     | Werder Brema        |          |
| A        | Peter Madsen        | Southampton         |          |
| D        | Aleksandar Mitreski | Grasshoppers        |          |

| Cessioni | Cessioni                | Cessioni              | Cessioni |
| R.       | Nome                    | da                    | Modalità |
| -------- | ----------------------- | --------------------- | -------- |
| P        | Alexander Bade          | Bochum                |          |
| D        | Roland Benschneider     | Augusta               |          |
| A        | Daniel Chitsulo         | Osnabrück             |          |
| D        | Evanílson               | Athl. Paranaense      |          |
| C        | Markus Feulner          | Magonza               |          |
| C        | Dīmītrīs Grammozīs      | Rot-Weiss Essen       |          |
| D        | Christian Lell          | Bayern Monaco         |          |
| A        | Lukas Podolski          | Bayern Monaco         |          |
| C        | Christian Rahn          | Hansa Rostock         |          |
| C        | Sebastian Schindzielorz | Start                 |          |
| D        | Björn Schlicke          | Duisburg              |          |
| C        | Andrew Sinkala          | Paderborn             |          |
| C        | Albert Streit           | Eintracht Francoforte |          |
| A        | Marco Streller          | Stoccarda             |          |
| A        | Imre Szabics            | Magonza               |          |
| D        | Boris Živković          | Stoccarda             |          |

### Sessione invernale
| Acquisti | Acquisti       | Acquisti         | Acquisti |
| R.       | Nome           | da               | Modalità |
| -------- | -------------- | ---------------- | -------- |
| A        | Serhat Akın    | Anderlecht       |          |
| D        | Fábio Luciano  | Rentistas        |          |
| D        | Marius Johnsen | Start            |          |
| A        | Tiago          | Atlético Mineiro |          |

| Cessioni | Cessioni        | Cessioni        | Cessioni |
| R.       | Nome            | da              | Modalità |
| -------- | --------------- | --------------- | -------- |
| C        | Enis Alushi     | Wehen Wiesbaden |          |
| D        | Tobias Nickenig | Siegen          |          |
| C        | Denis Epstein   | Rot-Weiss Essen |          |

## Risultati

### 2. Bundesliga

#### Girone di andata
| Arbitro: | Gräfe |

|  |           |                      |
|  | Marcatori | 2’ Helmes 83’ Scherz |

| Arbitro: | Schößling |

|                                                 |           |          |
| Chihi 5’, 28’ Cabanas 25’ Scherz 46’ Helmes 61’ | Marcatori | 71’ Nicu |

| Arbitro: | Welz |

|                             |           |                        |
| Schlitte 2’, 68’ Werner 23’ | Marcatori | 12’ (rig.), 22’ Helmes |

| Arbitro: | Sippel |

|                                        |           |                   |
| Helmes 10’, 17’ Scherz 67’ (rig.), 89’ | Marcatori | 30’ (aut.) Özalan |

| Arbitro: | Wack |

|            |           |  |
| Helmes 74’ | Marcatori |  |

| Arbitro: | Perl |

|                      |           |  |
| Koen 65’ Röttger 90’ | Marcatori |  |

| Arbitro: | Wagner |

|               |           |              |
| Lagerblom 83’ | Marcatori | 77’ Kapllani |

| Unterhaching 20 ottobre 2006, ore 18:00 CEST 8ª giornata | Unterhaching | 0 – 0 referto | Colonia | Generali Sportpark (5 500 spett.)\| Arbitro: \| Gagelmann \| |
| Arbitro:                                                 | Gagelmann    |               |         |                                                              |

| Arbitro: | Schmidt |

|                         |           |                     |
| Novakovič 13’ Chihi 57’ | Marcatori | 31’ Kern 85’ Hähnge |

| Arbitro: | Kempter |

|                                |           |            |
| Šukalo 57’ Ziehl 69’ Džaka 86’ | Marcatori | 83’ Scherz |

| Arbitro: | Henschel |

|  |           |               |
|  | Marcatori | 14’ Juskowiak |

| Friburgo in Brisgovia 12 novembre 2006, ore 14:00 CET 12ª giornata | Friburgo | 0 – 0 referto | Colonia | Badenova-Stadion (20 000 spett.)\| Arbitro: \| Stark \| |
| Arbitro:                                                           | Stark    |               |         |                                                         |

| Arbitro: | Drees |

|           |           |                         |
| Scherz 6’ | Marcatori | 55’ Adler 84’ Milchraum |

| Arbitro: | Grudzinski |

|               |           |                          |
| Kučuković 73’ | Marcatori | 39’ Broich 70’ Novakovič |

| Arbitro: | Sippel |

|             |           |                          |
| Trípodi 90’ | Marcatori | 18’, 30’ Daun 80’ Lavrič |

| Arbitro: | Fleischer |

|                             |           |  |
| Toppmöller 77’ Mokhtari 83’ | Marcatori |  |

| Arbitro: | Kinhöfer |

|                              |           |                     |
| Bouzid 14’ (aut.) Scherz 36’ | Marcatori | 60’ Hajnal 83’ Bohl |

#### Girone di ritorno
| Arbitro: | Merk |

|               |           |           |
| Novakovič 10’ | Marcatori | 38’ Costa |

| Arbitro: | Drees |

|          |           |                                |
| Nicu 58’ | Marcatori | 65’ Akın 81’ Scherz 85’ Broich |

| Arbitro: | Kempter |

|                   |           |  |
| Scherz 84’ (rig.) | Marcatori |  |

| Arbitro: | Schößling |

|  |           |                    |
|  | Marcatori | 27’ (aut.) Banecki |

| Arbitro: | Weiner |

|                                                   |           |  |
| Kıskanç 16’ Boskovic 39’, 70’ Çalık 41’ Barut 53’ | Marcatori |  |

| Arbitro: | Schalk |

|            |           |              |
| Helmes 25’ | Marcatori | 18’ De Graef |

| Arbitro: | Meyer |

|                        |           |               |
| Freis 13’ Kapllani 65’ | Marcatori | 21’ Novakovič |

| Arbitro: | Rafati |

|                                  |           |               |
| Gambino 25’, 49’ Helmes 41’, 71’ | Marcatori | 89’ Rathgeber |

| Arbitro: | Gagelmann |

|             |           |               |
| Gledson 45’ | Marcatori | 19’ Novakovič |

| Arbitro: | Weiner |

|                                      |           |                |
| Cabanas 65’ Helmes 71’ Novakovič 88’ | Marcatori | 10’ Maierhofer |

| Arbitro: | Perl |

|  |           |           |
|  | Marcatori | 74’ Chihi |

| Arbitro: | Stark |

|  |           |                                              |
|  | Marcatori | 12’ Pitroipa 49’ (rig.) Iashvili 54’ Matmour |

| Arbitro: | Frank |

|                                 |           |            |
| Göktan 6’, 68’ Ghvinianidze 59’ | Marcatori | 41’ Broich |

| Arbitro: | Welz |

|  |           |                           |
|  | Marcatori | 22’ Andreasen 80’ Cidimar |

| Arbitro: | Gagelmann |

|           |           |                               |
| Grlić 55’ | Marcatori | 41’, 83’ Novakovič 64’ Helmes |

| Arbitro: | Sippel |

|                          |           |                        |
| Helmes 63’ Novakovič 65’ | Marcatori | 22’ Türker 69’ Agritis |

| Arbitro: | Walz |

|                        |           |                                 |
| Hajnal 64’, 79’ (rig.) | Marcatori | 28’ Novakovič 76’ (rig.) Helmes |

### Coppa di Germania
| Arbitro: | Rafati |

|           |           |                |
| Hasse 66’ | Marcatori | 21’, 29’ Chihi |

| Arbitro: | Fandel |

|                                                          |           |                               |
| Rodríguez 34’ (aut.) Novakovič 36’ Broich 98’ Chihi 111’ | Marcatori | 55’ Løvenkrands 75’ Rodríguez |

| Arbitro: | Weiner |

|                                      |           |            |
| Meier 2’ Takahara 95’ Kyrgiakos 112’ | Marcatori | 18’ Madsen |

## Statistiche

### Statistiche di squadra
| Competizione      | Punti | In casa | In casa | In casa | In casa | In casa | In casa | In trasferta | In trasferta | In trasferta | In trasferta | In trasferta | In trasferta | Totale | Totale | Totale | Totale | Totale | Totale | DR |
| Competizione      | Punti | G       | V       | N       | P       | Gf      | Gs      | G            | V            | N            | P            | Gf           | Gs           | G      | V      | N      | P      | Gf     | Gs     | DR |
| ----------------- | ----- | ------- | ------- | ------- | ------- | ------- | ------- | ------------ | ------------ | ------------ | ------------ | ------------ | ------------ | ------ | ------ | ------ | ------ | ------ | ------ | -- |
| 2. Bundesliga     | 46    | 17      | 6       | 6       | 5       | 29      | 24      | 17           | 6            | 4            | 7            | 20           | 26           | 34     | 12     | 10     | 12     | 49     | 50     | -1 |
| Coppa di Germania | -     | 1       | 1       | 0       | 0       | 4       | 2       | 2            | 1            | 0            | 1            | 3            | 4            | 3      | 2      | 0      | 1      | 7      | 6      | +1 |
| Totale            | 46    | 18      | 7       | 6       | 5       | 33      | 26      | 19           | 7            | 4            | 8            | 23           | 30           | 37     | 14     | 10     | 13     | 56     | 56     | 0  |

### Andamento in campionato
| Giornata  | 1 | 2 | 3 | 4 | 5 | 6 | 7 | 8 | 9 | 10 | 11 | 12 | 13 | 14 | 15 | 16 | 17 | 18 | 19 | 20 | 21 | 22 | 23 | 24 | 25 | 26 | 27 | 28 | 29 | 30 | 31 | 32 | 33 | 34 |
| --------- | - | - | - | - | - | - | - | - | - | -- | -- | -- | -- | -- | -- | -- | -- | -- | -- | -- | -- | -- | -- | -- | -- | -- | -- | -- | -- | -- | -- | -- | -- | -- |
| Luogo     | T | C | T | C | C | T | C | T | C | T  | C  | T  | C  | T  | C  | T  | C  | C  | T  | C  | T  | T  | C  | T  | C  | T  | C  | T  | C  | T  | C  | T  | C  | T  |
| Risultato | V | V | P | V | V | P | N | N | N | P  | P  | N  | P  | V  | P  | P  | N  | N  | V  | V  | V  | P  | N  | P  | V  | N  | V  | V  | P  | P  | P  | V  | N  | N  |
| Posizione | 2 | 1 | 5 | 4 | 1 | 3 | 3 | 5 | 5 | 5  | 8  | 9  | 10 | 8  | 8  | 9  | 10 | 11 | 11 | 9  | 8  | 10 | 10 | 10 | 10 | 9  | 9  | 9  | 9  | 10 | 10 | 9  | 9  | 9  |

Legenda:

Luogo: C = Casa; T = Trasferta. Risultato: V = Vittoria; N = Pareggio; P = Sconfitta.

### Statistiche dei giocatori
| Giocatore       | 2. Bundesliga | 2. Bundesliga | 2. Bundesliga | 2. Bundesliga | Coppa di Germania | Coppa di Germania | Coppa di Germania | Coppa di Germania | Totale   | Totale | Totale      | Totale     |
| Giocatore       | Presenze      | Reti          | Ammonizioni   | Espulsioni    | Presenze          | Reti              | Ammonizioni       | Espulsioni        | Presenze | Reti   | Ammonizioni | Espulsioni |
| --------------- | ------------- | ------------- | ------------- | ------------- | ----------------- | ----------------- | ----------------- | ----------------- | -------- | ------ | ----------- | ---------- |
| S. Akın         | 7             | 1             | 2             | 0             | 0                 | 0                 | 0                 | 0                 | 7        | 1      | 2           | 0          |
| E. Alushi       | 1             | 0             | 1             | 0             | 0                 | 0                 | 0                 | 0                 | 1        | 0      | 1           | 0          |
| A. Beleza       | 10            | 0             | 0             | 0             | 0                 | 0                 | 0                 | 0                 | 10       | 0      | 0           | 0          |
| T. Broich       | 29            | 3             | 1             | 1             | 3                 | 1                 | 0                 | 0                 | 32       | 4      | 1           | 1          |
| R. Cabanas      | 25            | 2             | 7             | 0             | 2                 | 0                 | 0                 | 0                 | 27       | 2      | 7           | 0          |
| A. Chihi        | 33            | 4             | 2             | 0             | 3                 | 3                 | 0                 | 0                 | 36       | 7      | 2           | 0          |
| C. Cullmann     | 12            | 0             | 6             | 0             | 2                 | 0                 | 1                 | 0                 | 14       | 0      | 7           | 0          |
| F. Ehret        | 30            | 0             | 1             | 1             | 3                 | 0                 | 2                 | 0                 | 33       | 0      | 3           | 1          |
| D. Epstein      | 12            | 0             | 0             | 0             | 2                 | 0                 | 0                 | 0                 | 14       | 0      | 0           | 0          |
| B. Finke        | 0             | 0             | 0             | 0             | 0                 | 0                 | 0                 | 0                 | 0        | 0      | 0           | 0          |
| S. Gambino      | 13            | 2             | 0             | 0             | 1                 | 0                 | 0                 | 0                 | 14       | 2      | 0           | 0          |
| B. Haas         | 19            | 0             | 4             | 1             | 3                 | 0                 | 1                 | 0                 | 22       | 0      | 5           | 1          |
| P. Helmes       | 19            | 14            | 2             | 0             | 1                 | 0                 | 0                 | 0                 | 20       | 14     | 2           | 0          |
| M. Johnsen      | 12            | 0             | 1             | 0             | 0                 | 0                 | 0                 | 0                 | 12       | 0      | 1           | 0          |
| T. Kessler      | 2             | 0             | 0             | 0             | 0                 | 0                 | 0                 | 0                 | 2        | 0      | 0           | 0          |
| B. Kulaksızoğlu | 11            | 0             | 3             | 0             | 2                 | 0                 | 1                 | 0                 | 13       | 0      | 4           | 0          |
| P. Lagerblom    | 27            | 1             | 7             | 1             | 3                 | 0                 | 0                 | 0                 | 30       | 1      | 7           | 1          |
| F. Luciano      | 12            | 0             | 2             | 0             | 0                 | 0                 | 0                 | 0                 | 12       | 0      | 2           | 0          |
| P. Madsen       | 13            | 0             | 2             | 1             | 2                 | 1                 | 0                 | 0                 | 15       | 1      | 2           | 1          |
| M. Matip        | 18            | 0             | 1             | 0             | 2                 | 0                 | 0                 | 0                 | 20       | 0      | 1           | 0          |
| A. Mitreski     | 27            | 0             | 1             | 0             | 3                 | 0                 | 0                 | 0                 | 30       | 0      | 1           | 0          |
| T. Nickenig     | 0             | 0             | 0             | 0             | 1                 | 0                 | 1                 | 0                 | 1        | 0      | 1           | 0          |
| M. Novakovič    | 25            | 10            | 2             | 0             | 2                 | 1                 | 1                 | 0                 | 27       | 11     | 3           | 0          |
| M. Scherz       | 23            | 9             | 1             | 0             | 2                 | 0                 | 0                 | 0                 | 25       | 9      | 1           | 0          |
| K. Schöneberg   | 7             | 0             | 1             | 0             | 0                 | 0                 | 0                 | 0                 | 7        | 0      | 1           | 0          |
| L. Sinkiewicz   | 13            | 0             | 6             | 0             | 0                 | 0                 | 0                 | 0                 | 13       | 0      | 6           | 0          |
| T. Tiago        | 6             | 0             | 0             | 0             | 0                 | 0                 | 0                 | 0                 | 6        | 0      | 0           | 0          |
| M. Trípodi      | 1             | 1             | 0             | 0             | 0                 | 0                 | 0                 | 0                 | 1        | 1      | 0           | 0          |
| P. Weiser       | 0             | 0             | 0             | 0             | 0                 | 0                 | 0                 | 0                 | 0        | 0      | 0           | 0          |
| S. Wessels      | 32            | 0             | 1             | 0             | 3                 | 0                 | 0                 | 0                 | 35       | 0      | 1           | 0          |
| A. Özalan       | 27            | 0             | 4             | 1             | 2                 | 0                 | 1                 | 0                 | 29       | 0      | 5           | 1          |